# Championnat du monde de baseball 12 ans et moins
Le Championnat du monde de baseball 12 ans et moins est une compétition internationale sous l'égide de la Fédération internationale de baseball (IBAF). Elle compte comme événement mineur dans le Classement mondial établi par la fédération internationale.
Le Championnat du monde de baseball 12 ans et moins 2011, édition inaugurale, se déroule du 8 au 17 juillet à Taipei City à Taïwan. Les locaux s'imposent devant Cuba.

## La compétition
La première édition rassemble 13 nations, le Zimbabwe s'étant finalement retiré de la compétition. Les équipes sont réparties en deux poules et s'affrontent en round robin simple.
Les deux premiers de poule se qualifient pour les demi-finales, les autres disputent des matchs de classement.

## Palmarès
| Année        | Lieu           | Or         | Argent | Bronze    |
| ------------ | -------------- | ---------- | ------ | --------- |
| 2011 Détails | Taipei, Taiwan | Taïwan     | Cuba   | Venezuela |
| 2013         | Taipei, Taiwan | États-Unis | Taïwan | Japon     |
| 2015         | Tainan, Taiwan | États-Unis | Taïwan | Nicaragua |
| 2017         | Tainan, Taiwan | États-Unis | Taïwan | Mexique   |
| 2019         | Tainan, Taiwan | Taïwan     | Japon  | Cuba      |
| 2021         | Tainan, Taiwan |            |        |           |
| 2023         | Tainan, Taiwan |            |        |           |
| 2025         | Tainan, Taiwan |            |        |           |
| 2027         | Tainan, Taiwan |            |        |           |
| 2029         |                |            |        |           |

## Bilan par nation
| Rang | Pays       | Or | Argent | Bronze | Total |
| ---- | ---------- | -- | ------ | ------ | ----- |
| 1    | États-Unis | 3  | 0      | 0      | 3     |
| 2    | Taïwan     | 2  | 3      | 0      | 5     |
| 3    | Cuba       | 0  | 1      | 1      | 2     |
| 3    | Japon      | 0  | 1      | 1      | 2     |
| 4    | Venezuela  | 0  | 0      | 1      | 1     |
| 4    | Mexique    | 0  | 0      | 1      | 1     |
| 4    | Nicaragua  | 0  | 0      | 1      | 1     |